# La Bruguièira (Gard)
La Bruguièira (en francès La Bruguière) és un municipi francès situat al departament del Gard i a la regió d'Occitània.